# Maja Bošković-Stulli
Maja Bošković-Stulli (Osijek, 9 de noviembre de 1922 – Zagreb, 14 de agosto de 2012) fue una eslavista y folklorista, historiador, escritora y publicista croata, conocida por su extensa obra de investigación sobre la literatura oral croata.

## Biografía
Bošković-Stulli nació en Osijek en el seno de una familia judía de Dragutin y Ivanka Bošković. Se unió a las Juventudes  Comunistas de Yugoslavia – SKOJ. En 1943, después de la capitulación de Italia y la liberación del campo de concentración de Rab, se unió a los partisanos yugoslavos. Muchos miembros de su familia murieron en el Holocausto, incluidos sus padres y su hermana Magda.
Bošković-Stulli acabó su educación primaria y secundario en Zagreb y, posteriormente, se graduó en filosofía en la Universidad de Zagreb en 1961. Participó en muchas conferencias y simposios nacionales e internacionales, incluido el Centro Interuniversitario en Dubrovnik. Durante muchos años fue redactora jefe y, posteriormente, miembro habitual del consejo de redacción de la revista Narodna umjetnost. Trabajó en la Academia Croata de Ciencias y Artes, y desde 1952 hasta su jubilación en 1979 trabajó en el Instituto de Etnología e Investigación del Folclore en Zagreb. De 1963 a 1973 fue directora del Instituto.
Bošković-Stulli escribió 20 títulos y un largo número de investigaciones y en periódicos académicos de todo el mundo. Recibió numerosos premios por su trabajo, el Premio Herder en Viena 1991, y el Premio Pitre Salomone Marino en Palermo 1992. Fue miembro de la Academia de las Ciencias y de las Artes de Croacia.
En 2005 Bošković-Stulli fue incluida entre las 35 mujeres más importantes de Croacia. Bošković-Stulli murió el 14 de agosto de 2012 en Zagreb y fue enterrada en el Cementerio Mirogoj.

## Obras
- Istarske narodne priče, Zagreb 1959
- Narodne pripovijetke ("Pet stoljeća hrvatske književnosti"), Zagreb 1963
- Narodne epske pjesme, knj. 2 ("Pet stoljeća hrvatske književnosti"), Zagreb 1964
- Narodna predaja o vladarevoj tajni, Zagreb 1967
- Usmena književnost ("Povijest hrvatske književnosti" 1, pp. 7–353), Zagreb 1978
- Usmena književnost nekad i danas, Beograd 1983
- Usmeno pjesništvo u obzorju književnosti, Zagreb 1984;
- Zakopano zlato. Hrvatske usmene pripovijetke, predaje i legende iz Istre, Pula – Rijeka 1986
- U kralja od Norina. Priče, pjesme, zagonetke i poslovice s Neretve, Metković – Opuzen 1987
- Pjesme, priče, fantastika, Zagreb 1991;
- Žito posred mora. Usmene priče iz Dalmacije, Split 1993
- Priče i pričanje: stoljeća usmene hrvatske proze, Zagreb 1997
- Usmene pripovijetke i predaje ("Stoljeća hrvatske književnosti"), Zagreb 1997
- O usmenoj tradiciji i o životu, Zagreb 1999